# Toyota Grand Highlander
Toyota Grand Highlander — полноразмерный кроссовер, выпускаемый компанией Toyota Motor North America с июня 2023 года.

## Описание
Автомобиль Toyota Grand Highlander впервые был представлен 8 февраля 2023 года в Северной Америке. Он отличается от Toyota Highlander другим дизайном интерьера и экстерьера.
В иерархии автомобиль занимает промежуток между Toyota Highlander и Toyota Sequoia. Отделки автомобиля: XLE, Limited и Platinum.
Конкурентами автомобиля являются Chevrolet Traverse и Honda Pilot. Продажи ожидаются летом 2023 года. Автомобиль оснащается двигателями T24A-FTS и A25A-FXS.
В Россию официально не поставляется.